# Lahnanen (sjö i Viitasaari, Mellersta Finland)
Lahnanen är en sjö i kommunen Viitasaari i landskapet Mellersta Finland i Finland. Sjön ligger 128 meter över havet. Arean är 1,2 kvadratkilometer och strandlinjen är 10,45 kilometer lång. Sjön  ingår i Kymmene älvs huvudavrinningsområde.   Den ligger omkring 92 kilometer norr om Jyväskylä och omkring 330 kilometer norr om Helsingfors. 
I sjön finns ön Kanasaari. 